# Championnat d'Écosse de football de deuxième division
 (septembre 2024).
Si vous disposez d'ouvrages ou d'articles de référence ou si vous connaissez des sites web de qualité traitant du thème abordé ici, merci de compléter l'article en donnant les références utiles à sa vérifiabilité et en les liant à la section « Notes et références ».
Le Scottish Championship (anciennement connu sous le nom de Scottish Football League First Division avant la réforme du football écossais de 2013) constitue le deuxième niveau du Championnat d'Écosse de football, géré par la Scottish Professional Football League.

## Organisation
Dix équipes prennent part à ce championnat qui s'affrontent quatre fois chacune, soit un total de 36 journées. Le champion est directement promu en Scottish Premiership, s'il peut satisfaire aux règles concernant son stade (au moins 6 000 places assises). En outre, les équipes classées de la 2e à la 4e place participent aux barrages de promotion/relégation contre l'avant-dernier (11e) de Premiership pour tenter d'accéder à la division supérieure. À l'inverse, le dernier du classement est relégué en Scottish League One et l'avant-dernier dispute les barrages contre les équipes classées 2e, 3e et 4e de division inférieure pour essayer de se maintenir.

## Palmarès
Le nombre entre parenthèses indique le nombre total de titre(s) remporté(s) par le club lorsqu'il a gagné le championnat pour la dernière fois.
- 1894 : Hibernian
- 1895 : Hibernian
- 1896 : Abercorn
- 1897 : Partick Thistle
- 1898 : Kilmarnock FC
- 1899 : Kilmarnock FC (2)
- 1900 : Partick Thistle
- 1901 : St Bernard's
- 1902 : Port Glasgow Athletic (1)
- 1903 : Airdrieonians
- 1904 : Hamilton Academical
- 1905 : Clyde
- 1906 : Leith Athletic
- 1907 : St Bernard's (2)
- 1908 : Raith Rovers
- 1909 : Abercorn (2)
- 1910 : Leith Athletic et Raith Rovers (titre partagé)
- 1911 : Dumbarton FC
- 1912 : Ayr United
- 1913 : Ayr United
- 1914 : Cowdenbeath FC
- 1915 : Cowdenbeath FC

Pas de championnat de 1916 à 1921
- 1922 : Alloa Athletic (1)
- 1923 : Queen's Park
- 1924 : St Johnstone
- 1925 : Dundee United
- 1926 : Dunfermline Athletic
- 1927 : Bo'ness FC (1)
- 1928 : Ayr United
- 1929 : Dundee United (2)
- 1930 : Leith Athletic (3)
- 1931 : Third Lanark
- 1932 : East Stirlingshire (1)
- 1933 : Hibernian
- 1934 : Albion Rovers (1)
- 1935 : Third Lanark (2)
- 1936 : Falkirk FC
- 1937 : Ayr United
- 1938 : Raith Rovers
- 1939 : Cowdenbeath FC (3)

Pas de championnat de 1940 à 1946
- 1947 : Dundee FC
- 1948 : East Fife (1)
- 1949 : Raith Rovers
- 1950 : Greenock Morton FC
- 1951 : Queen of the South (1)
- 1952 : Clyde
- 1953 : Stirling Albion
- 1954 : Motherwell FC
- 1955 : Airdrieonians
- 1956 : Queen's Park (2)
- 1957 : Clyde
- 1958 : Stirling Albion
- 1959 : Ayr United
- 1960 : St Johnstone
- 1961 : Stirling Albion
- 1962 : Clyde
- 1963 : St Johnstone
- 1964 : Greenock Morton FC
- 1965 : Stirling Albion (4)
- 1966 : Ayr United (6)
- 1967 : Greenock Morton FC
- 1968 : St Mirren
- 1969 : Motherwell FC
- 1970 : Falkirk FC
- 1971 : Partick Thistle
- 1972 : Dumbarton FC (2)
- 1973 : Clyde (5)
- 1974 : Airdrieonians (3)
- 1975 : Falkirk FC
- 1976 : Partick Thistle
- 1977 : St Mirren
- 1978 : Greenock Morton FC
- 1979 : Dundee FC
- 1980 : Heart of Midlothian
- 1981 : Hibernian
- 1982 : Motherwell FC
- 1983 : St Johnstone
- 1984 : Greenock Morton FC
- 1985 : Motherwell FC (4)
- 1986 : Hamilton Academical
- 1987 : Greenock Morton FC (6)
- 1988 : Hamilton Academical
- 1989 : Dunfermline Athletic
- 1990 : St Johnstone
- 1991 : Falkirk FC
- 1992 : Dundee FC
- 1993 : Raith Rovers
- 1994 : Falkirk FC
- 1995 : Raith Rovers (6)
- 1996 : Dunfermline Athletic
- 1997 : St Johnstone
- 1998 : Dundee FC
- 1999 : Hibernian
- 2000 : St Mirren
- 2001 : Livingston FC (1)
- 2002 : Partick Thistle
- 2003 : Falkirk FC
- 2004 : Inverness Caledonian Thistle
- 2005 : Falkirk FC (7)
- 2006 : St Mirren (4)
- 2007 : Gretna FC (1)
- 2008 : Hamilton Academical (4)
- 2009 : St Johnstone (7)
- 2010 : Inverness Caledonian Thistle (2)
- 2011 : Dunfermline Athletic (4)
- 2012 : Ross County (1)
- 2013 : Partick Thistle (6)
- 2014 : Dundee FC (5)
- 2015 : Heart of Midlothian (2)
- 2016 : Rangers (1)
- 2017 : Hibernian (6)
- 2018 : St Mirren (5)
- 2019 : Ross County (2)
- 2020 : Dundee United (3)
- 2021 : Heart of Midlothian (3)
- 2022 : Kilmarnock (3)
- 2023 : Dundee FC (6)
- 2024 : Dundee United (4)
- 2025 : Falkirk FC (8)